# Plagiorhynchus
Plagiorhynchus är ett släkte av hakmaskar som beskrevs av Lühe 1911. Plagiorhynchus ingår i familjen Plagiorhynchidae.
Släktet Plagiorhynchus indelas i:
- Plagiorhynchus angrense
- Plagiorhynchus bullocki
- Plagiorhynchus charadrii
- Plagiorhynchus charadriicola
- Plagiorhynchus crassicollis
- Plagiorhynchus cylindraceus
- Plagiorhynchus gallinagi
- Plagiorhynchus genitopapillatus
- Plagiorhynchus golvani
- Plagiorhynchus gracilis
- Plagiorhynchus lemnisalis
- Plagiorhynchus limnobaeni
- Plagiorhynchus linearis
- Plagiorhynchus longirostris
- Plagiorhynchus malayensis
- Plagiorhynchus menurae
- Plagiorhynchus nicobarensis
- Plagiorhynchus odhneri
- Plagiorhynchus ogatai
- Plagiorhynchus paulus
- Plagiorhynchus pittarum
- Plagiorhynchus rectus
- Plagiorhynchus reticulatus
- Plagiorhynchus rheae
- Plagiorhynchus rossicus
- Plagiorhynchus rostratum
- Plagiorhynchus russelli
- Plagiorhynchus scolopacidis
- Plagiorhynchus spiralis
- Plagiorhynchus totani
- Plagiorhynchus urichi